# بطولة العالم لسباق الدراجات على الطريق 1950
بطولة العالم لسباق الدراجات على الطريق 1950 هي الدورة ال23 من بطولة العالم لسباق الدراجات على الطريق، أجريت في مورسلود، بلجيكا.

## برنامج المسابقات
رجال
- سباق الطريق المداري.

سيدات
- سباق الطريق المداري.

## النتائج النهائية
| المسابقة            | ذهبية              | فضية                   | برونزية                 |
| ------------------- | ------------------ | ---------------------- | ----------------------- |
| الرجال              |                    |                        |                         |
| سباق الطريق المداري | بريك سكوت (بلجيكا) | ثيو ميديلكامب (هولندا) | فرديناند كوبلر (سويسرا) |